# Rammelkammer

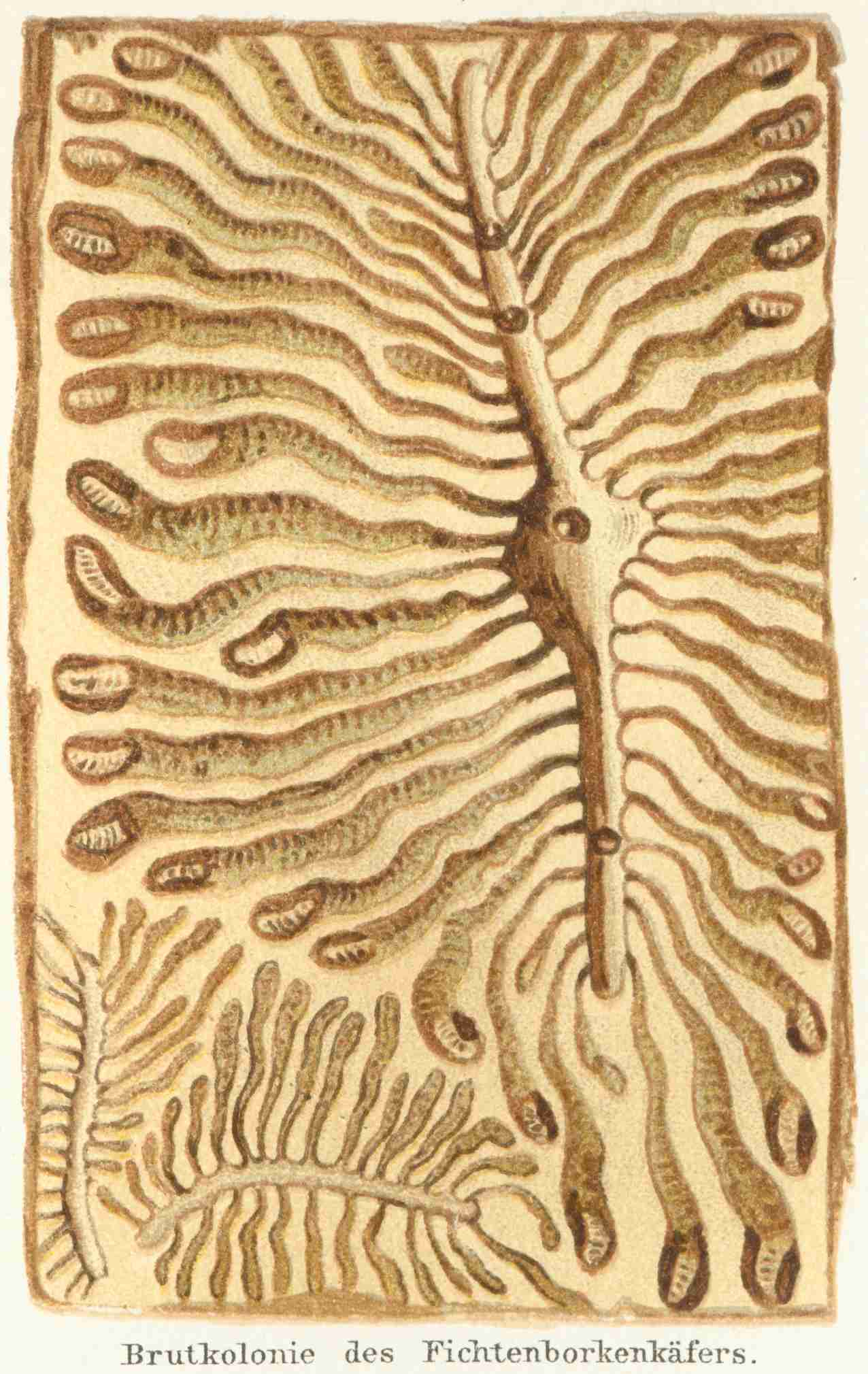
Rammelkammer im Zentrum

Die Rammelkammer ist der zentrale Teil des Brutsystems verschiedener rindenbrütender Borkenkäferarten. Angelegt werden sie von den Männchen, die dann die Weibchen dorthin locken und begatten. Ausgehend von der Rammelkammer erzeugen daraufhin die Weibchen die Muttergänge.